# HMS Cordelia (1914)
«Корделіа» (англ. HMS Cordelia (1914) — військовий корабель, легкий крейсер типу «C» підкласу «Керолайн» Королівського військово-морського флоту Великої Британії часів Першої світової війни.

## Історія створення
Крейсер «Корделіа» був закладений 21 липня 1913 року на верфі компанії Pembroke Dock у Пембрукі. 23 лютого 1914 року спущений на воду, а у січні 1915 року увійшов до складу Королівських ВМС Великої Британії.

## Історія служби
«Корделіа» після вступу до Королівського флоту був приписаний до 1-ї ескадри легких крейсерів Великого флоту. На початку серпня 1914 року «Корделіа» та решта ескадри були серед кораблів, які брали участь у переслідуванні допоміжного крейсера Імперського флоту Німеччини «Метеор» у Північному морі, в результаті чого «Метеор» затонув 9 серпня 1915 року.

### Міжвоєнний час
31 серпня 1921 року «Корделіа» у складі групи легких крейсерів «Каледон», «Кастор» та «Кюрасоа» й есмінців «Вектіс», «Венеція», «Ванквішер», «Вайолент», «Віцерой», «Віконт», «Вінчелсі» та «Волфхаунд» вийшов у морський похід по Балтійському морю. Британські кораблі пройшли Північне море, канал Кайзера Вільгельма, й увійшли до Балтики, потім відвідали Данциг у Вільному місті Данциг; Мемель у Клайпедському краї; Лієпаю та Ригу в Латвії, столицю Естонії Таллінн, Гельсінкі, Фінляндія; Стокгольм, Швеція; Копенгаген, Данія; Гетеборг, Швеція; і Крістіанія, Норвегія, перед тим, як 15 жовтня 1921 року повернутися через Північне море і закінчити похід у порту Едгар, Шотландія.